# 城市發展
城市發展有限公司，簡稱城市發展（英語：City Developments Limited，SGX：C09（普通股）、SGX：C70（可換取優先股）、OTCBB：CDEVF
（普通股）、OTCBB：CDEVY
（美國存託憑證）），在1963年設立，專門在新加坡和全球經營房地產和酒店業務，同時在11月於新加坡交易所主板上市，在1972年被新加坡豐隆集團進行成為旗下公司。
旗下公司包括：千禧國敦酒店股份有限公司、城市酒店信託（千禧國敦房產信託管理股份有限公司，以及千禧國敦產業信託管理股份有限公司管理）、城市 e-solutions 有限公司等。
資產包括：城市發展大廈、Delfi Orchard、Central Mall、Republic Plaza等。而總部則是位於36 Robinson Road #20-01 City House Singapore 068877（新加坡城市發展大廈羅敏申路36號20樓1室/068877），也是本集團主要辦公室活動場地。
董事長及總裁為郭令明，前總裁郭令裕是在早上寓所睡夢中突然心臟病發於2015年11月16日離世，享年62歲。
2019年5月19日新加坡城市發展集團以股權和貸款方式投資55億元人民幣（約11億新元）收購重慶協信遠創實業有限公司公司（協信集團旗下地產板塊）約24％股權，成為其第二大股東

## 外部連結
- 官方网站